# Michael Petschenig
Michael Petschenig (* 1. September 1845 in Großedling bei Wolfsberg (Kärnten); † 17. Juni 1923 in Wien) war ein österreichischer Altphilologe.

## Leben und Werk
Michael Petschenig studierte von 1864 bis 1868 an der Universität Graz Klassische Philologie, Germanistik und Philosophie. Im Corps Gothia I zu Graz wurde er 1864 aktiv; das Innsbrucker Corps Rhaetia verlieh ihm die Mitgliedschaft 1914. Nach der Lehramtsprüfung in den Fächern Latein und Griechisch (1869) arbeitete er ab 1870 als Supplent (Hilfslehrer) am Staatsgymnasium zu Triest. Nach Stationen in Leoben und Klagenfurt (ab 1871) ging er 1873 als Professor an das II. Staatsgymnasium zu Graz. Dort war er neben seiner Lehrtätigkeit auch wissenschaftlich tätig. 1876 wurde er an der Universität Graz zum Dr. phil. promoviert, 1882 habilitierte er sich ebenda. Die venia legendi gab er 1886 zurück, da sich abzeichnete, dass er keinen Weg in die akademische Laufbahn finden werde. 1904 wurde Petschenig zum Regierungsrat ernannt.
Petschenig trat besonders mit Publikationen zum Spätlatein hervor. Im Auftrag der Kaiserlichen Akademie der Wissenschaften zu Wien gab er mehrere Textausgaben lateinischer Kirchenväter heraus (in der Reihe Corpus Scriptorum Ecclesiasticorum Latinorum), mit denen er den Grund für die wissenschaftliche Beschäftigung mit diesen Autoren legte. Darunter waren die Schriften von Victor von Vita, Gorippus, Johannes Cassianus, Paulinus von Petricordia und Aurelius Augustinus. Auch zu den antiken Horaz-Kommentaren und zur Historia Augusta lieferte er wesentliche Beiträge.
Am bekanntesten ist Petschenig als Bearbeiter des lateinischen Wörterbuchs von Joseph Maria Stowasser. 1913 gab er eine gekürzte Fassung des Lexikons unter dem Titel Der kleine Stowasser heraus. In dieser Form wird der Stowasser seither von Lateinlernenden in Schulen und Universitäten verwendet.  Er wurde am Wiener Zentralfriedhof bestattet.

## Schriften
- Kritische Kleinigkeiten: 1. Zu den Gedichten Liber Salmasianus. 2. Zum Horazcommentar des Pomponius Porphyrion. Dissertation, Universität Graz, 1875 (handschriftlich)
- Zu den Scholiasten des Horaz. Graz 1873 (Schulprogramm)
- Victoris Vitensis historia persecutionis Africanae provinciae. Wien 1881 (CSEL 7)
- Q. Horati Flacci carmina scholarum in usum edidit. Prag/Leipzig 1883
- Zur Kritik der Scriptores historiae Augustae. Graz 1885 (Schulprogramm)
- Flavii Cresconii Corippi Africani grammatici quae supersunt. Berlin 1886
- Iohannis Cassiani opera: conlationes XXIV. Wien 1886 (CSEL 13)
- Iohannis Cassiani opera: de institutis coenobiorum. Wien 1888 (CSEL 17)
- Paulini Petricordiae quae supersunt. Wien 1888 (CSEL 16)
- S. Aureli Augustini Opera. Sectio 7. P. 1: Scripta contra Donatistas. Wien 1908 (CSEL 51)
- S. Aureli Augustini Opera. Sectio 7. P. 2: Scripta contra Donatistas. Wien 1909 (CSEL 52)
- S. Aureli Augustini Opera. Sectio 7. P. 3: Scripta contra Donatistas. Wien 1910 (CSEL 53)